# Deutsche Bank Building
Deutsche Bank Building a fost o clădire din Manhattan, New York City. Edificiul a fost demolat în 2011.

## Legături externe
- Site web oficial
- Wired NY Arhivat în 26 iulie 2005, la Wayback Machine.